# Sidonra Diath
Sidonra Diath es un personaje de ficción perteneciente a la saga Star Wars.
Fue un antiguo Maestro Jedi y líder del Senado de la República Galáctica. Nació en una desaparecida colonia minera del planeta Tatooine. Llegó al poder durante la Gran Guerra Sith. Fue el padre de otro conocido Caballero Jedi, Dace Diath, que murió en la guerra Sith de Exar Kun cuando explotó la bomba mental que éste tenía preparada, arrasando el cercano Ossus.
- Datos: Q5808081